# 大連公交客運集団
大連公交客運集団有限公司（だいれんこうこうきゃくうんしゅうだん）は中華人民共和国遼寧省大連市内に路線を展開してバス事業・鉄軌道事業などを行うバス事業者・鉄道事業者である。

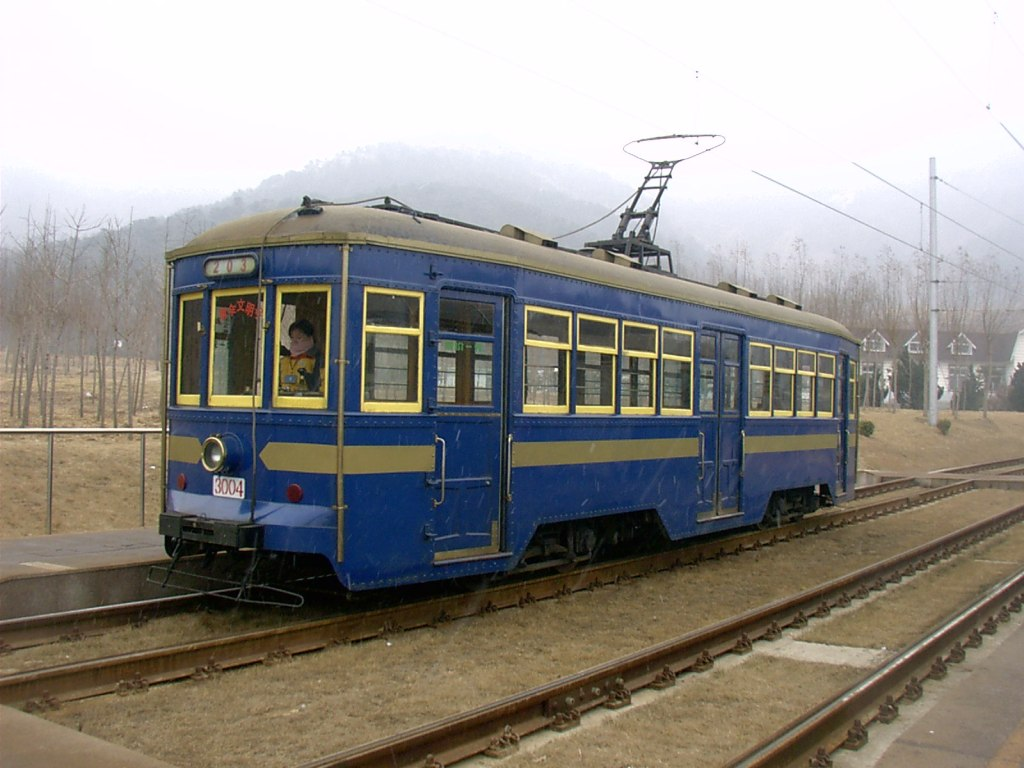
路面電車（大連市電の旧型車両）

## 営業内容の概要
バス事業については、下部組織の分公司・傘下の公司が市内各所のバス路線を運営している。
鉄軌道交通事業については、路面電車とトロリーバスを下部組織である「電車分公司」が、大連地下鉄3号線を「金馬快軌運営分公司」がそれぞれ運営している。

## 歴史
- 2006年7月  大連現代軌道交通有限公司などこれまで大連市内の公共交通を担当してきた企業体が合併して設立

## 運用路線
1系統のトロリーバス、1系統のBRT、2系統の路面電車を運用している。このほか、市内の路線バスも多数運行している。
- トロリーバス
  - 101路＜系統＞[1]：馬欄広場 - 蘭玉街 - 遼師大学 - 大連交通大学 - 蓋州街 - 西安路 - 聯合路 - 長生街 - 市政府 - 同慶街 - 大連火車站
- BRT：興工街 - 沙河口火車站 - 車家村 - 春柳 - 劉家橋 - 周水前 - 周水子 - 友誼橋 - 泡崖村 - 玉湖街 - 工業大学 - 美林公園 - 美林園 - 張前北路
- 路面電車